# Dodge Wayfarer
Dodge Wayfarer – samochód osobowy amerykańskiej klasy pełnowymiarowej, produkowany pod marką Dodge przez koncern Chryslera w latach 1949–1952. 

## Historia i opis modelu

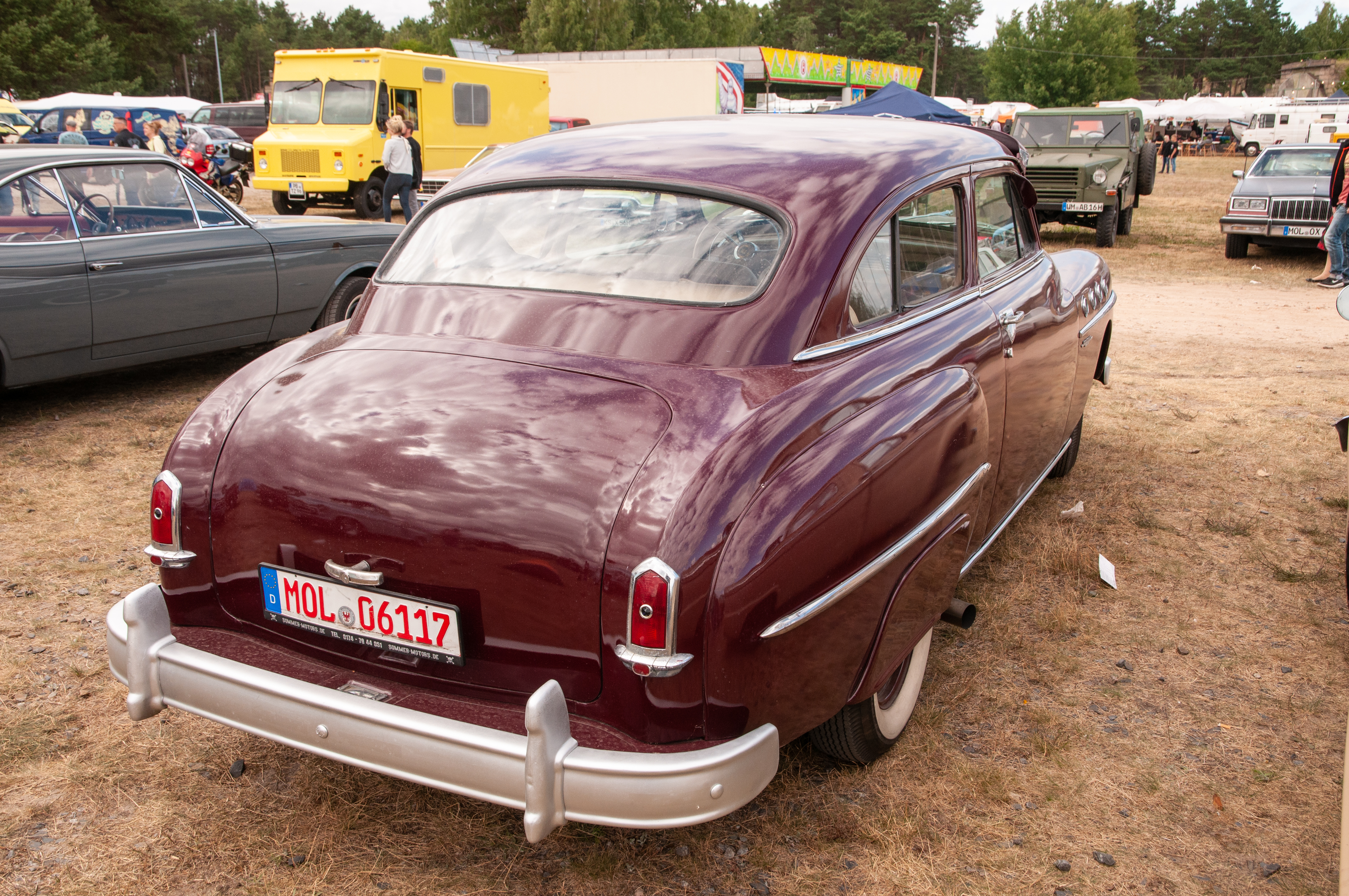
Dodge Wayfarer - tył

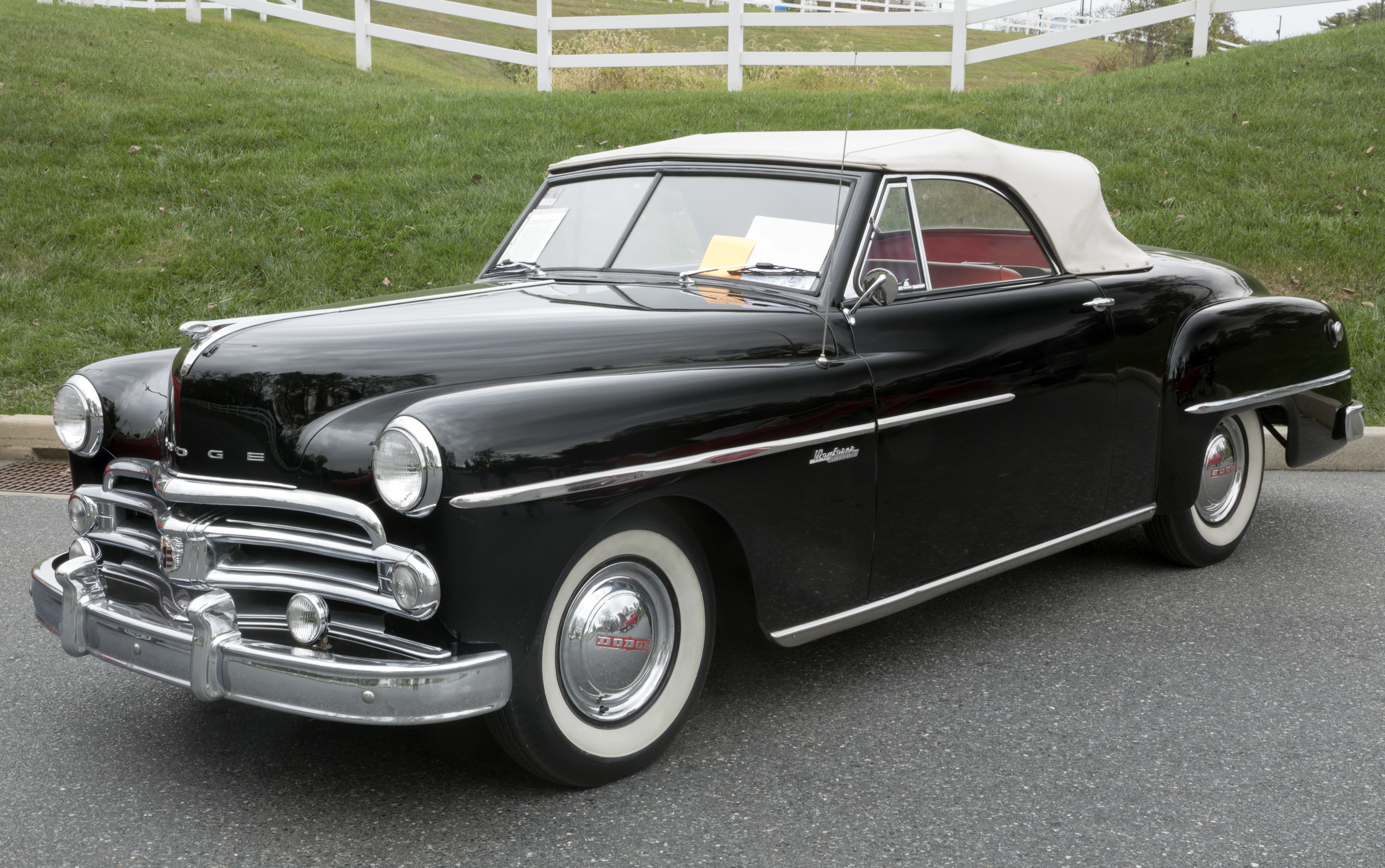
Dodge Wayfarer Cabriolet

W lutym 1949 roku Dodge zaprezentował nowy pełnowymiarowy model, który miał pełnić funkcję droższej i bardziej prestiżowej alternatywy dla modelu Custom. Wayrarer wyróżniał się chromowanymi ozdobnikami i wyraźnie zaznaczonymi nadkolami. W 1952 roku zastąpiła go topowa odmiana modelu Meadowbrook.

### Produkcja
W ciągu trwającej 3 lata produkcji powstało 217 623 sztuk Dodge'a Wayfarera w różnych wariantach nadwoziowych i wersjach wyposażenia.

### Silnik
- L6 3.8l L-head